# Атрибутивна концепція інформації
Атрибути́вна конце́пція інформа́ції — одна із двох філософських концепцій (парадигм) інформації.
Згідно з атрибутивною концепцією, інформація — це об'єктивна внутрішня властивість всіх матеріальних об'єктів, вона міститься у всіх без винятку елементах та системах матеріального світу. Іншими словами, інформація є невід'ємним атрибутом (властивістю) матерії (звідси назва концепції). Немало вчених та філософів вважають, що доречно говорити про три іпостасі матерії: речовина, яка відображає сталість матерії; енергія, яка відображає рух, зміну матерії та інформація, яка відображає структуру, організацію матерії.
Інформація, згідно з цією концепцією, міститься у формі властивих матеріальним об'єктам структур (така інформація одержала назви структурна, потенційна, апріорна, внутрішня інформація, інформація «у собі»). З цим підходом пов'язане визначення інформації як відображення різноманітності.
Видатний український вчений, академік Віктор Михайлович Глушков вважав, що інформація у найбільш загальному її розумінні являє собою міру неоднорідності розподілу матерії та енергії у просторі та у часі, міру змін, якими супроводжуються всі процеси, що протікають у світі". Тобто інформація створює уявлення про природу та структуру матерії, її впорядкованість та різноманіття. Вона не може існувати поза матерією, а значить, вона існувала та буде існувати вічно, її можна накопичувати, зберігати та переробляти.
Відповідно до цього, процес пізнання розглядається як кодування інформації, яка міститься у предметах реального світу.